# Metazygia saturnino
Metazygia saturnino är en spindelart som beskrevs av Levi 1995. Metazygia saturnino ingår i släktet Metazygia och familjen hjulspindlar. Inga underarter finns listade i Catalogue of Life.